# Halina Rowicka
Halina Rowicka, również jako Halina Rowicka-Kalczyńska (ur. 15 września 1951 w Czerwonce-Folwark) – polska aktorka filmowa,  teatralna i telewizyjna, odtwórczyni roli Ewy Talar w serialu Dom.

## Życiorys
Tuż przed ukończeniem Państwowej Wyższej Szkoły Teatralnej w Warszawie wystąpiła w spektaklu dyplomowym Wojciecha Młynarskiego Bo takie mamy życie... reżyserowanym przez Kazimierza Rudzkiego (1973) u boku Wiktora Zborowskiego, Marii Winiarskiej, Mieczysława Hryniewicza i Anny Chodakowskiej. Jej debiutem scenicznym była rola Ismeny, córki Edypa i Jokasty, siostry Antygony, Polinika i Eteokla w tragedii Sofoklesa Antygona (1973) w reżyserii Adama Hanuszkiewicza na scenie Teatru Narodowego, z którym była związana w latach 1973–1985. Występowała później także w teatrach warszawskich: Nowym (1986–1992), Ochoty (1988, 2001).
Po raz pierwszy trafiła na kinowy ekran jako podporucznik Emilia Horak w dramacie wojennym Andrzeja Konica W te dni przedwiosenne (1975) z Leonardem Pietraszakiem. Zaskarbiła sobie sympatię najmłodszej widowni występując w Teatrze Telewizji w cyklu barokowych baśni Bajki pana Perrault (1974) jako Czerwony Kapturek, Śpiąca królewna, Kopciuszek i królewna w przedstawieniu Kot w butach.
Kiedy aktorka Joanna Pacuła opuściła Polskę i zrezygnowała z dalszej pracy w serialu Dom, została zastąpiona przez Halinę Rowicką, która w latach 1982–2000 grała bohaterkę Ewę Szymosiuk-Talar, żonę Andrzeja (Tomasz Borkowy).
Była żoną aktora Krzysztofa Kalczyńskiego. Mają troje dzieci: dwie córki - prezenterkę TVN24, Annę (ur. 23 kwietnia 1976) i Marię (ur. 1990) oraz syna, Filipa (ur. 10 grudnia 1977), prezentera NSport+.

## Filmografia

### Filmy kinowe/wideo
- 2009: Popiełuszko. Wolność jest w nas jako starsza pani
- 2006: Szatan z siódmej klasy jako Ewa Gąsowska, matka Wandy
- 1997: Ostatni rozdział (Un air si pur...) jako panna Sophie
- 1991: Kuchnia polska jako Helena Kowalczykowa
- 1990: Ucieczka z kina „Wolność”
- 1988: Oszołomienie jako aktorka
- 1987: Zabij mnie glino jako lekarka, koleżanka Doroty
- 1975: W te dni przedwiosenne jako podporucznik Emilia Horak

### Filmy TV
- 1993: Tylko strach jako charakteryzatorka
- 1989: Z soboty na poniedziałek
- 1977: Trzy po trzy
- 1976: Długa noc poślubna jako Marta Sikora, żona Adama
- 1973: Padalce

### Seriale TV
- 2020: Leśniczówka jako matka Mariana (odc. 312)
- 2019: M jak miłość jako Bożena, ciotka Magdy (odc. 1483)
- 2019: Pierwsza miłość jako Ilona, matka mecenasa Łukasza Magnusa i była żona Olgierda Gwiazdy ps. "Wodnik", bossa mafii (odc. 2972 i 2973)
- 2018: Agaton jako Zofia Woyzbun
- 2018: Wojenne dziewczyny jako Zofia Muszyńska (odc. 19)
- 2017: Niania w wielkim mieście jako Olga Korzec, żona Antoniego (odc. 5)
- 2016: Druga szansa jako Anna Małecka, matka Artura (odc. 10, 11 i 13)
- 2014: Lekarze jako Urszula Badera (odc. 57)
- 2014: Na krawędzi 2 jako lekarka (odc. 9)
- 2014: Przyjaciółki jako sędzia (odc. 29, 35 i 39)
- 2012: Prawo Agaty jako Anna, matka Leny (odc. 18)
- 2012: Komisarz Alex jako Piotrowska, matka Poli (odc. 26)
- 2011: Pogodni jako Krystyna, matka Magdy
- 2011: Układ warszawski jako Teresa, matka Magdy (odc. 8)
- 2008: Kryminalni jako Szafrańska, matka Miki
- 2007: Na dobre i na złe jako Barbara Pawińska, matka Marcina
- 2007: Klan jako matka Mateusza Wielickiego, adoratora a potem narzeczonego Agnieszki Lubicz
- 2006: Szatan z siódmej klasy jako Ewa Gąsowska, matka Wandy
- 2005: Pensjonat pod Różą jako Anna, matka Aliny
- 2004: M jak miłość jako Arleta, pracodawczyni Teresy
- 2003: Na Wspólnej jako matka Anny
- 2002–2006: Samo życie jako doktor Sikora, lekarz ginekolog w Szpitalu Ginekologiczno-Położniczym
- 2000: Dom jako Ewa Talar, druga żona Andrzeja
- 1999: Dom jako Ewa Talar, druga żona Andrzeja
- 1997: Dom jako Ewa Talar, druga żona Andrzeja
- 1996: Dom jako Ewa Talar, druga żona Andrzeja
- 1993: Nowe przygody Arsena Lupin (Les Nouveaux Exploits d'Arsen Lupin)
- 1991-1993: Kuchnia polska jako Helena Kowalczykowa, żona Henryka
- 1989: Modrzejewska jako aktorka Waleria Niewiarowska
- 1988: Banda Rudego Pająka jako nauczycielka
- 1987: Dom jako Ewa Talar
- 1987: Rzeka kłamstwa jako Teresa Gabrychowa
- 1986: Zmiennicy jako żona kupująca na kredyt „dla młodych małżeństw”
- 1986: Blisko, coraz bliżej jako Danusia Pasternik, żona Mieczysława
- 1983: Sny i marzenia jako Ela, żona Tomasza
- 1982: Dom jako Ewa Talar, żona Andrzeja
- 1982: Blisko, coraz bliżej jako Danuta Pasternik, żona Mieczysława
- 1982: Dom jako Ewa Szymosiuk
- 1981: Najdłuższa wojna nowoczesnej Europy jako Sophie Franke, córka Henryka
- 1980: Królowa Bona jako Anna Zarembianka, dworka Bony
- 1979: Zerwane cumy jako Jadzia Krzemińska, córka Adama
- 1978: Życie na gorąco jako Krystyna Budzisz, dziewczyna Jean Paula Boissanta